# Magnus Alsterlund
Magnus Alsterlund, född den 30 september 1837 i Alsters socken, Värmlands län, död den 3 december 1899 i Luleå, var en svensk militär och politiker. Han var far till Thorsten Alsterlund.
Alsterlund blev student vid Uppsala universitet 1860 och avlade lantmäteriexamen 1864. Han var avvittringslantmätare i Västerbottens län 1864–1886, kommissionslantmätare där 1876–1886, kommissionslantmätare i Norrbottens län från 1886 och avvittringslantmätare där 1886–1891. Alsterlund blev underlöjtnant vid Västerbottens fältjägarkår 1861, löjtnant där 1866, kapten där 1870, major vid Norrbottens fältjägarkår 1884 samt överstelöjtnant och chef för sistnämnda kår 1890. Alsterlund var överste och chef för Norrbottens regemente från 1893. Han var ledamot av Sveriges riksdags andra kammare 1891–1896 för Luleå, Piteå och Haparanda valkrets. Han blev riddare av Svärdsorden 1882 och av Vasaorden 1884 samt kommendör av andra klassen av Svärdsorden 1896. Alsterlund vilar på Innerstadens kyrkogård i Luleå.